# Беличани
Беличани (единствено число беличанин/беличанка) са жителите на град Белица, България. Това е списък на най-известните от тях.

## Родени в Белица
А — Б — В — Г — Д —
Е — Ж — З — И — Й —
К — Л — М — Н — О —
П — Р — С — Т — У —
Ф — Х — Ц — Ч — Ш —
Щ — Ю — Я

### А
- Алекса Иванов Сачков (1922 – 1943), български комунист, партизанин[1]
- Алекси Саев – Марсов, революционер от ВМРО, касиер на селския революционен комитет към 1923 година[2]
- Асен Илиев (? – 1915), български военен деец, поручик
- Атанас Ковачев (1872 – 1954), български революционер
- Ахмед Спанцки – Кундурджиев, член на революционния комитет на ВМРО към 1923 година[3]

### Б
- Борис Николов – Брезов, ръководител на революционния комитет на ВМОРО в селото[4]
- Борис Теофилев Клементиев (? – 1944), български комунист, партизанин[5]

### В
- Васил Илиев (Попилиев), български учител в родното си село през 1872 година[6]
- Васил Николов Бакъшов (1886 – 1976), член на БКП от 1919 година, участник в Септемврийското въстание в 1923 г. с Белишкия отряд, ятак по време на Втората световна война (1941 – 1944)[7]
- Васил Николов Кокарешков (1927 – 1944), български комунист, партизанин[8]
- Васил Поптомов (1874 – 1933), български просветен деец и революционер
- Васил Теофилов, български учител и революционер
- Владимир Поптомов (1890 – 1952), български политик

### Г
- Георги Андреев (1907 – 2002), български комунист, интербригадист
- Георги Андрейчин (1894 – 1949), американски, съветски и български политик и журналист
- Георги Андриянов (1897 – 1932), български революционер, комунист
- Георги Банков (1845 – 1932), български революционер
- Георги Бельов (1832 – 1888), български просветен деец и революционер
- Георги Йосифов Мадолев (1916 – ?), български партизанин, деец на БКП
- Георги Николов Поптеофилов (1883 – 1916), български революционер
- Георги Павлов Генев (1884 – след 1943), македоно-одрински опълченец, 1-ва рота на 5-а одринска дружина, ранен;[9] на 5 март 1943 година като жител на Белица подава молба за българска народна пенсия,[10] която е одобрена и пенсията е отпусната от Министерския съвет на Царство България[11]
- Георги Тодоров Мадолев (1919 – 1987), български комунист, член на РМС от 1936, на БКП – от 1944 г., през 1944 г. е интерниран, след Деветосептемврийския преврат работи в „Работническо дело“, в Института по история на БКП и в Централния комитет на БКП[12]
- Георги Петров (1862 – 1914), български революционер, деец на ВМОК
- Георги Разсолков (1885 – 1923), български революционер
- Георги Сергиев – Романски, български революционер от ВМОРО, секретар на революционния комитет в Белица през 1903 година[13]
- Георги Н. Стефанов Шилев (1878 - след 1943), македоно-одрински опълченец, служи в 1-ва и Интендантска рота на 5-а одринска дружина;[14] на 3 март 1943 година като жител на Белица подава молба за българска народна пенсия, която е е одобрена и пенсията е отпусната от Министерския съвет на Царство България[15]
- Георги Трифонов Сачков – Кракра (1924 – 1944), роден на 26 юни 1924 г. в Белица, член на РМС, ятак на Беличката чета, на 8 май 1944 г. минава в нелегалност, загива в сражение с жандармерия в местността Равен на 16 май 1944 г.[16]
- Гоце Топалов (1911 – ?), български комунист
- Григор Бояджиев (1870 – 1956), български революционер, деец на ВМОРО и ВМОК

### Д
- Димитър Георгиев Даракчиев (1910 – 1944), български комунист, партизанин[17]

### З
- Захари Лимонков (? – 1903), български революционер, деец на ВМОРО и ВМОК

### И
- Иван Апостолов (1847 – 1926), деец на ВМОРО
- Иван Апостолов (1924 – 1944), български партизанин
- Иван Глигов (1872 -1942), български просветен деец[18]
- Иван Матеев (1854 – 1928), български свещеник и революционер
- Иван Павлов Алексов (1924 – 1944), български комунист, партизанин[19]
- Илия Попов (1931 – 2008), професор по автоматика
- Иван Савев Тричков (1881 – след 1943), български революционер от ВМОРО
- Иван Сергеев Тричков (1916 – ?), български комунистически партизанин и милиционер
- Илия Терзиев, български учител в Лесичево (1876), в родното си село (1876 – 1877) и в Горноджумайско след това, през 1883 година е заточен в Мала Азия[20]

### К
- Кирил Мадолев – Стрезов, член на революционния комитет в Белица през 1923 година[21]
- Константин Саев (1861 – 1936), български революционер и духовник
- Кръстю Тричков (р. 1923), български комунист
- Костадин Русков (р. 1933), български офицер, контраадмирал

### Л
- Лазар Причкапов (р.1940), български политик
- Лазар Топалов (1883 – 1912), български революционер
- Лука Поптеофилов (1865 – 1911), български революционер и общественик

### М
- Михаил Д. Саев, български учител в Кюстендил (1872 – 1874) и Соволяно (1874 – 1877)[22]
- Мария Кокарешкова (1934 – 2021), певица

### Н
- Никола Алексиев (1889 – 1957), български просветен деец, писател, фолклорист
- Никола Банков (1924 – 1944), български партизанин
- Никола Банков (1890 – 1952), български политик
- Никола Дюлгеров (около 1864 – 1929), български революционер, деец на ВМОРО и ВМОК
- Никола Йосифов Мадолев (1918 – 1944), български комунист, партизанин[23]
- Никола Саев (1851 – 1926), български просветен и църковен деец
- Никола Стефанов, доброволец в Българската армия през Сръбско-българската война в 1885 година[24]

### П
- Павел Мраценков (1919 – 1999), български комунист
- Петко Кънев, български революционер от ВМОРО, четник на Петър Юруков[25]
- Петър Дюлгеров (1929 – 2003), български политик

### С
- Саве Георгиев Стенчин (1916 – 1944), български комунист, партизанин[26]
- Саве Николов Кокарешков (1928 – 1944), български комунист, партизанин[27]
- Серги Иванов Чонков (1915 – 1944), български комунист, партизанин[28]
- Стефан Станков (р. 1958), майстор на спорта, републикански шампион на България по самбо 1982 година, спортист №1 на Благоевградски окръг през 1982 година, четвърто място на Световното първенство по самбо в Париж

### Т
- Т. Даракчиев, учител в родното си село до 1883, след това заточен в Мала Азия[29]
- Теофил Николов (1882 – 1940), български революционер и общественик
- Теофил Попвасилев (1824 – 1903), български свещеник и революционер
- Тодор Кошов Дюлгеров, член на революционния комитет на ВМРО в Белица през 1923 година[30]
- Тодор Мадолев – Загорски, началник на селската милиция на ВМРО в Баница през 1923 година[31]
- Тодор Саев (1872 – 1903), български военен деец и революционер, деец на ВМОК
- Тома Попилиев (? – 1902), български революционер и духовник

### Опълченци от Белица
- Атанас Данаилов (Данилов) (? – 1896), български опълченец. След Освобождението живее в Дупница.[32][33][34]
- Величко Апостолов (около 1856 – 1926), български революционер, опълченец
- Захари Кошов (1869 – 1945), български революционер, опълченец
- Илия Христов, на 21 май 1877 година зачислен във II рота на I опълченска дружина, на 20 юни оставен за кадър на Втора серия и на 28 юли постъпва във II рота на VIII дружина, изпратен за попълнение на 1 август и на 3 август зачислен в IV рота на I дружина, уволнен на 1 юли 1878 година,[35] умрял преди 1918 г.[36]
- Лазар Георгиев, V опълченска дружина, умрял преди 1918 г.[37]
- Мандил (Мануил) Илиев, български опълченец. Постъпва на 11 май 1877 г. в IV опълченска дружина, II рота, после преименувана в I рота. От 18 март 1878 г. е в едномесечен отпуск в родното си място. На 10 юни 1878 г. умира от тиф в 61-ва военновременна болница.[38][39]
- Никола Димитров (Димитриев), изпратен в лагера на Опъчението от Българското благотворително дружество „Дружба“ в Браила, на 1 май 1877 година постъпва в IV опълченска дружина, на 6 юли е преведен в X, на 16 юли в I рота на VIII дружина, а на 5 август във II рота на I дружина, уволнен на 8 юни 1878 година[40]
- Никола Топалов, български опълченец и революционер
- Серафим Филипов (1858 – 1939), български опълченец

## Починали в Белица
- Георги Андрейчин (1894 – 1949), американски, съветски и български политик и журналист
- Никола Алексиев (1889 – 1957), български просветен деец, писател, фолклорист
- Захари Кошов (1869 – 1945), български революционер, деец на ВМОРО и ВМОК

## Свързани с Белица
- Исмаил Гералийски – Джамбаза, български революционер от ВМРО, член на революционния комитет в селото[41]
- Матей Янчов, български свещеник в селото между 60 и 90-те години на XIX век[42]
- Никола Г. Шаламанов – Горски, български революционер, войвода на селската чета на ВМРО през 1923 – 1924 година[43]
- Светослав Саев (1899 – ?), български военен деец, по произход от Белица